# Uche Nwofor
Uche Innocent Nwofor (Lagos, 17 settembre 1991) è un ex calciatore nigeriano, di ruolo attaccante.

## Carriera

### Club
Dopo il Mondiale di calcio Under-20 è stato acquistato dalla squadra di Venlo.

### Nazionale
Nel 2011 viene convocato nell'Under-20 per prendere parte al campionato mondiale di calcio Under-20.Nel 2014 viene convocato per il campionato mondiale di calcio 2014 dove gioca due volte, contro Argentina e Francia.

## Statistiche

### Cronologia presenze e reti in nazionale
| Cronologia completa delle presenze e delle reti in nazionale ― Nigeria | Cronologia completa delle presenze e delle reti in nazionale ― Nigeria | Cronologia completa delle presenze e delle reti in nazionale ― Nigeria | Cronologia completa delle presenze e delle reti in nazionale ― Nigeria | Cronologia completa delle presenze e delle reti in nazionale ― Nigeria | Cronologia completa delle presenze e delle reti in nazionale ― Nigeria | Cronologia completa delle presenze e delle reti in nazionale ― Nigeria | Cronologia completa delle presenze e delle reti in nazionale ― Nigeria |
| Data                                                                   | Città                                                                  | In casa                                                                | Risultato                                                              | Ospiti                                                                 | Competizione                                                           | Reti                                                                   | Note                                                                   |
| ---------------------------------------------------------------------- | ---------------------------------------------------------------------- | ---------------------------------------------------------------------- | ---------------------------------------------------------------------- | ---------------------------------------------------------------------- | ---------------------------------------------------------------------- | ---------------------------------------------------------------------- | ---------------------------------------------------------------------- |
| 3-3-2010                                                               | Abuja                                                                  | Nigeria                                                                | 5 – 2                                                                  | RD del Congo                                                           | Amichevole                                                             | -                                                                      | 79’                                                                    |
| 14-8-2013                                                              | Durban                                                                 | Sudafrica                                                              | 0 – 2                                                                  | Nigeria                                                                | Amichevole                                                             | 2                                                                      | 46’                                                                    |
| 7-9-2013                                                               | Calabar                                                                | Nigeria                                                                | 2 – 0                                                                  | Malawi                                                                 | Qual. Mondiali 2014                                                    | -                                                                      | 88’                                                                    |
| 10-9-2013                                                              | Kaduna                                                                 | Nigeria                                                                | 4 – 1                                                                  | Burkina Faso                                                           | Amichevole                                                             | -                                                                      | 68’                                                                    |
| 28-5-2014                                                              | Londra                                                                 | Nigeria                                                                | 2 – 2                                                                  | Scozia                                                                 | Amichevole                                                             | 1                                                                      | 62’                                                                    |
| 3-6-2014                                                               | Chester                                                                | Nigeria                                                                | 0 – 0                                                                  | Grecia                                                                 | Amichevole                                                             | -                                                                      | 76’                                                                    |
| 25-6-2014                                                              | Porto Alegre                                                           | Nigeria                                                                | 2 – 3                                                                  | Argentina                                                              | Mondiali 2014 - 1º turno                                               | -                                                                      | 80’                                                                    |
| 30-6-2014                                                              | Brasilia                                                               | Francia                                                                | 2 – 0                                                                  | Nigeria                                                                | Mondiali 2014 - Ottavi di finale                                       | -                                                                      | 89’                                                                    |
| 6-9-2014                                                               | Calabar                                                                | Nigeria                                                                | 2 – 3                                                                  | Rep. del Congo                                                         | Qual. Coppa d'Africa 2015                                              | -                                                                      | 51’                                                                    |
| Totale                                                                 |                                                                        | Presenze                                                               | 9                                                                      |                                                                        | Reti                                                                   | 3                                                                      |                                                                        |

## Palmarès

### Nazionale
- Coppa delle nazioni africane Under-20: 1

Sudafrica 2011

### Individuale
- Capocannoniere della Coppa delle Nazioni Africane Under-20: 1

Sudafrica 2011 (4 reti)